# Гербовник
Гербо́вник, также армориал (фр. armorial , от лат. arma оружие) — книга, сборник описаний и изображений гербов (родов дворянских и бюргерских, отдельных лиц, государств, городов, местностей, организаций и так далее).
В западноевропейской терминологии в зависимости от формы гербовниками и гербовыми свитками называются рукописи, представляющие собой собрания гербов. Начиная с XVI—XVII веков, когда они начали становиться объектами коллекционирования и изучения, общий термин «гербовник» объединяет в один ряд с ними и другие гербовые комплексы, не существующие ни в форме кодексов, ни в форме свитков.
Первые европейские гербовники, как принято считать, появились в середине XIII века, и рукописные их варианты продолжали создаваться вплоть до раннего Нового времени. Гербовник Зибмахера 1605 года является ранним экземпляром печатного гербовника. Средневековые гербовники обычно включали несколько сотен гербов, иногда до 2000, но к новому времени крупные собрания гербов превращаются в энциклопедические проекты (например, Armorial général de France (1696 г.), созданный по распоряжению Людовика XIV, содержит более 125 000 гербов). В наше время традиция гербовников превращена в проекты геральдических словарей, таких как Dictionary of British Arms в четырёх томах (1926—2009 гг.) или J. Siebmacher's großes Wappenbuch в семи (1854—1967 гг.).

## Российские гербовники

### Дворянские гербы
- Гербовник А. Грекова — художник А. Греков в 1769 г. предпринял первую попытку сформировать собрание гербов и подготовил для Павла Петровича (будущего императора Павла I) небольшой гербовник. В него входили символы лиц, составляющие двор наследника престола. На момент обнаружения в нем находилось 13 рисунков, но видимо, было несколько больше[3].
- Гербовник Анисима Титовича Князева;
- Гербовник Талызина — герольдмейстер Л. И. Талызин в 1790-х гг. составил гербовник, который оказался единственным комплексным справочником, содержащим и родовые и территориальные символы. В гербовник входило 447 гербов (опубликован впервые в 2021 г. А.Н. Хмелевским и И.М. Афонасенко[4]). Оригинал[5] находится в Российской национальной библиотеке, в Эрмитажном собрании и доступен узкому кругу специалистов.
- Общий гербовник дворянских родов Российской империи — был учреждён указом императора Павла I от 20 (31) января 1797 года.[6] До 1917 года утверждено 20 томов, из которых изданы только 10. В 1992 году было выпущено репринтное издание[7].
- Русская геральдика. История и описание Русских гербов, с изображением всех дворянских гербов, внесённых в Общий Гербовник Всероссийской Империи (СПб., 1894) — гербовник, составленный П. П. фон Винклером на основе предыдущего;
- Медиафайлы по теме Гербовник Дурасова на Викискладе (Гербовник Всероссийского дворянства, составил В. Дурасов (СПб., 1906—280 с.; 120 л. цвет. ил.)) — содержит цветные изображения и описания 115 гербов родов, произошедших от Рюрика и Гедимина, а также часть гербов, входивших в Большой Всероссийский герб;
- Малороссийский гербовник (СПб., 1914), составленный В. К. Лукомским и В. Л. Модзалевским — содержит описания и чёрно-белые изображения гербов украинских дворянских родов;
- Лейб-кампанский гербовник (Гербы Лейб-компании обер- и унтер-офицеров и рядовых (Пг., 1914), составленный С. Н. Тройницким) — содержит описания и чёрно-белые изображения 220 гербов лейб-компанцев;
- Кавказский гербовник;
- Эмблематический гербовник Лукомского
- Новый Общий Гербовник;
- Гербы командира и офицеров брига «Меркурия». Составлен С. Н. Тройницким. СПб. 1915. Типография «Сириус». Тираж 250 экз.
- Гербы гетманов Малороссии. Составлен С. Н. Тройницким. СПб. 1915 г. Типография «Сириус». Тираж 50 экз. Содержит рисунки и описание гербов гетманов Малороссии. Даны сведения о гетманах, даты жизни, причины смерти, места погребения.
- Гербовник Игоря Владимировича Борисова — полное название гербовника: Дворянские гербы России: опыт учета и описания XI—XXI частей Общего Гербовника дворянских родов Всероссийской Империи. Гербовник ввел в научный оборот больше половины всех русских родовых гербов[8].

### Земельные (территориальные, городские) гербы
- Знамённый гербовник, он же Гербовник Христофора Миниха, или Гербовник Андрея Баранова (1729/1730), всего 85 гербов;
- Гербовник Михаила Щербатова (1775), всего 35 гербов;
- Гербовник Министерства внутренних дел (Гербы губерний и областей Российской Империи. Печатано по распоряжению Министра Внутренних Дел (СПб., 1880)) — содержит цветные изображения и описания гербов губерний и областей Российской Империи, существовавших на 1880 г., всего 84 герба;
- Гербовник Сукачова (между 1878 и 1881) — содержит цветные изображения гербов губерний и областей Российской Империи, существовавших на 1878 г., всего 83 герба;
- Гербовник Винклера (земельный, 1899) — содержит чёрно-белые изображения и описания гербов городов и административно-территориальных единиц (как существовавших, так и упразднённых) Российской Империи, утверждённых до 1900 года, всего более восьмисот гербов.
- Продолжение Гербовника Винклера (земельный, 2013) — содержит чёрно-белые изображения и описания гербов городов и административно-территориальных единиц (как существовавших, так и упразднённых) Российской Империи, утверждённых после 1900 года .

#### Земельные гербовники
- Титульный лист гербовника МВД издания А.Бенке (1880)
- Титульный лист гербовника Винклера издания И.Иванова (1899)
- Первая страница гербовника Винклера (1899)

- Сборник высочайше утверждённых городских и местных гербов — в 1887 году герольдмейстером Евграфом Евграфовичем Рейтерном (1836—1919) было завершено составление сборника, который состоит из пяти объёмистых книг, заключающих в себя все когда-либо утвержденные гербы губерний, наместничеств, городов, собранные из разных источников и расположенных в алфавитном порядке[9].

## Гербовники Великого Княжества Финляндского
- «Samling af Wapen för Grefliga, Friherrliga och Adeliga Ätter, som äro introducerade å Storfurstendömet Finlands Riddarhus» Г. Кайануса (1843)
- «Finlands ridderskaps och adels vapenbok» (1889), George Granfelt (1865—1917).

## Гербовник Остзейских (прибалтийских) губерний России
- Балтийский гербовник «Baltisches Wappenbuch» К.Клингспора (1882)

## Польско-Литовские гербовники
- Гербовник Адама Бонецкого
- Гербовник Каспара Несецкого
- Гербовник Бартоша Папроцкого
- Гербовник Северина Уруского
- Гербовник Теодора Жихлинского
- Гербовник дворянских родов Царства Польского:
  - Часть I издана 10.10.1850;
  - Часть II издана 10.10.1850;
  - Лукомский В. К., Тройницкий С. Н. Гербы третьей части "Гербовника дворянских родов Царства Польского. СПб., 1910.
- Gajl T. Polish Armorial Middle Ages to 20th Century. — Gdańsk: L&L, 2007. — ISBN 978-83-60597-10-1. (пол.)
- Виюк-Коялович А. Гербовник рыцарства Великого Княжества Литовского, т. н. Compendium.
  - Kojałowicz W. A. Herbarz Rycerstwa W.X. Litewskiego tak zwany Compendium. Kraków, 1897.
- Виюк-Коялович А. Гербовник шляхты Великого Княжества Литовского, т. н. Nomenclator.
  - Kojałowicz W. A. Herbarz szlachty Wielkiego Ksiestwa Litewskiego zwany Nomenclator. Kraków, 1905. Печать не окончена, прерывается на фамилии «Комар».

## Белорусские гербовники
- Витебский гербовник.
  - Herbarz szlachty Witebskiej. Kraków, 1898. Оттиск из: Herold Polski. Czasopismo naukowe illistrowane, poświęcone heraldyce i sfragistyce polskiej.
  - В переводе на русский язык опубликован: Шапошников Н. В. «Heraldica»: Исторический сборник. Том I. СПб., 1900.
  - Перевод: Dr. Fr. Piekosiński "Przedmowa" - "Herbarz szlachty prowincyi witebskiej", Kraków - 1899.[10]
- Оршанский гербовник. Витебск, 1900.
  - Оттиск из 28-го выпуска «Историко-юридических материалов, извлечённых из актовых книг губерний Витебской и Могилёвской».
- Инфлянтский гербовник.
  - Herbarz Inflant Polskich z roku 1778. Opracował oraz wstępem zaopatrzył Adam Heymowski / Materiały do biografii genealogii i heraldyki polskiej. T. II. Buenos Aires — Paryż, 1964.
- Малый гербовник Новогрудской шляхты.
  - Малы гербоўнік наваградзкай шляхты. Мінск, 1997.
- Яцкевич Д. Малый гербовник холопеничской шляхты.
  - Яцкевіч З. Малы гербоўнік халопеніцкай шляхты. Менск, 1999. Посвящён шляхте Оршанского повета, жившей в части повета, после 1-го раздела Речи Посполитой оставшегося в составе ВКЛ.
- Гербовник белорусской шляхты. Несмотря на название, посвящён только части шляхетских родов Минской губернии.  (бел.)
  - Гербоўнік беларускай шляхты. Т. 1. [Літара «А»]. Мінск, 2002.
  - Гербоўнік беларускай шляхты. Т. 2. [Літара «Б»]. Мінск, 2007.
  - Гербоўнік беларускай шляхты. Т. 3. [Літара «В»]. Мінск, 2014.
  - Гербоўнік беларускай шляхты. Т. 4. [Літара «Г»]. Мінск, 2016.
  - Гербоўнік беларускай шляхты. Т. 5. [Літара «Д»]. Мінск, 2018.
- Малый гербовник рогачёвской шляхты.